# Frittella di mais
Le frittelle di mais sono frittelle fatte con mais. Originarie della cucina dei nativi americani, sono un dolce tradizionale e uno snack salato negli Stati Uniti meridionali, così come in Indonesia dove sono conosciute come perkedel jagung o bakwan jagung.

## Storia
I nativi americani hanno usato il mais come cibo per migliaia di anni prima dell'arrivo degli esploratori europei nel Nuovo Mondo. I prodotti a base di mais come la tortilla e l'Arepa erano alimenti di base nelle Americhe precolombiane. I nativi americani non usavano la frittura profonda, che richiede grandi riserve di olio e l'equipaggiamento per fargli raggiungere le alte temperature richieste.
I coloni europei impararono le ricette dei piatti a base di mais dai nativi americani, e presto idearono variazioni dei pani europei fatte con il mais disponibile nel continente. La frittella di mais è probabilmente stata inventata negli Stati Uniti meridionali, dove sono considerati piatti tradizionali una moltitudine di cibi fritti profondamente, come il pollo fritto.
I semi di mais provenienti dalle Americhe vennero introdotti nel Sud-est asiatico nel tardo sedicesimo secolo da commercianti spagnoli e portoghesi. La pianta ha prosperato nel clima tropicale dell'Indonesia, e presto il mais divenne alimento base in aree più aride dell'Indonesia centrale e sud-est, visto che richiede molta meno acqua del riso. L'olio di cocco e di palma sono stati elementi essenziali della cucina indonesiana per secoli. La tecnica della frittura profonda usando olio di palma fu probabilmente appresa dai coloni portoghesi; l'Indonesia ha un proprio tipo di frittella di mais, chiamata perkedel jagung o bakwan jagung.

## Ingredienti

### Stati Uniti meridionali
Le tradizionali frittelle di mais negli Stati Uniti meridionali vengono preparate con mais, uova, farina, latte, e burro fuso, possono essere fritte profondamente, fritte in poco olio, al forno, e servite con confetture, frutta, miele, o panna. Possono anche essere fatte con mais cremoso e servite con sciroppo d'acero. Spesso sono confuse con le johnnycake se fatte in modo similare.

### Indonesia

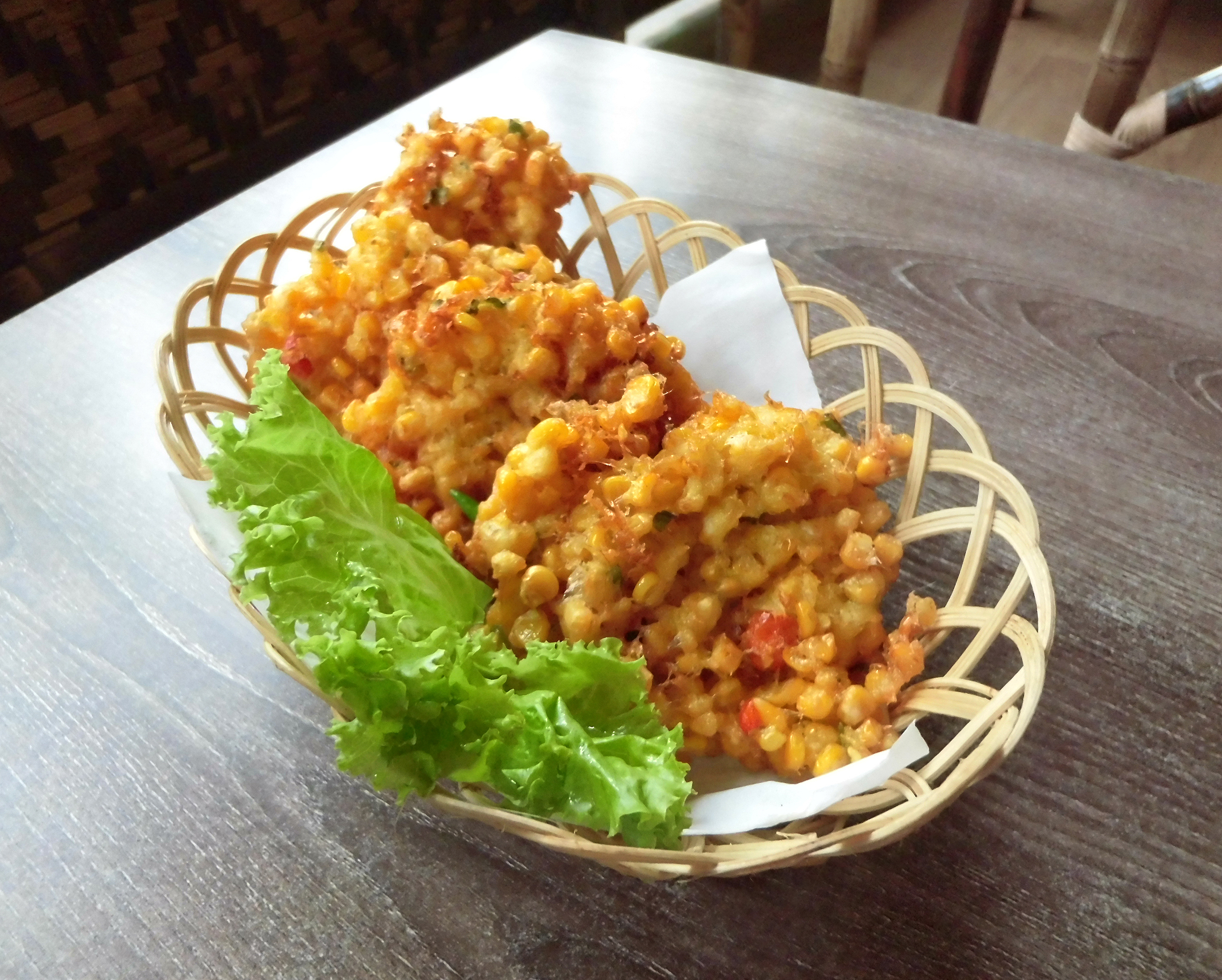
Bakwan jagung, frittelle di mais indonesiane

Le frittelle di mais indonesiane non sono dolci ma salate. Hanno una superficie più granulosa, visto che il mais non è finemente fuso e miscelato nell'impasto, e mantiene quindi la sua forma. La frittella è preparata con mais fresco, farina di frumento, farina di riso, sedano, scalogno, uova, aglio, sale, pepe, e olio di cocco fritto profondamente. Sono uno snack popolare e spesso servite come antipasto.